# Josef Škvorecký
Josef Škvorecký (ur. 27 września 1924 w Náchodzie, zm. 3 stycznia 2012 w Toronto) – czeski pisarz, tłumacz literatury i wydawca, pod koniec życia mieszkający na stałe w Kanadzie. Był mężem pisarki Zdeny Salivarovej.

## Życie
Škvorecký ukończył gimnazjum w rodzinnym Náchodzie w 1943, następnie przez dwa lata pracował jako robotnik przymusowy w fabryce samolotów. Po II wojnie światowej rozpoczął studia medyczne na Uniwersytecie Karola w Pradze, później przeniósł się na wydział filozoficzny, gdzie studiował filozofię i anglistykę. Uzyskał dyplom w 1949 roku i przez dwa lata pracował jako nauczyciel w Broumovie i Nowym Mieście nad Metują. W 1951 obronił pracę doktorską na temat filozofii Thomasa Paine’a. Odbywszy dwuletnią służbę wojskową, rozpoczął pracę redakcyjną w Państwowym Wydawnictwie Literatury Pięknej (Státní nakladatelství krásné literatury, późniejszy Odeon) w Pradze, a od 1956 w dwumiesięczniku „Světová literatura” („Literatura światowa”).
W 1958 musiał to stanowisko opuścić, po skandalu związanym z publikacją jego debiutanckiej powieści Zbabělci (Tchórze), demaskującej asekuranctwo czeskiego mieszczaństwa pod koniec wojny. Na polecenie Komitetu Centralnego KPČ książka została wycofana z księgarni, co jednak dodatkowo przyczyniło się do wzrostu jej popularności wśród czytelników. Również w roku 1958 ożenił się ze Zdeną Salivarovą.
W 1963, w atmosferze pewnej liberalizacji życia kulturalnego w Czechosłowacji, zdecydował się zawodowo utrzymywać z pisania. W 1969 wraz z żoną wyjechał do Stanów Zjednoczonych, a po krótkim pobycie na stypendium w Kalifornii osiadł na stałe w Kanadzie w Toronto, gdzie na uniwersytecie wykładał współczesną literaturę amerykańską i angielską. W 1971 roku wraz z Salivarovą założyli w Toronto wydawnictwo Sixty-eight Publishers, jedną z najważniejszych czeskich emigracyjnych oficyn. Publikowali tam m.in. Václav Havel, Milan Kundera i Ludvík Vaculík. W 1978, za „uprawianie wrogiej propagandy” został pozbawiony obywatelstwa czechosłowackiego.
W 2000 założył w Pradze-Nuslach Literární akademie (Soukromá vysoká škola Josefa Škvoreckého), wyższą szkołę kreatywnego pisania (także wydawnictwo).
Na język polski jego twórczość tłumaczyli m.in. Andrzej Czcibor-Piotrowski, Emilia Witwicka, Jan Stachowski, Andrzej S. Jagodziński, Piotr Godlewski.
Josef Škvorecký był wielbicielem jazzu, w młodości jako saksofonista grał w amatorskim zespole Red Music.
5 grudnia 2009 Škvorecký został laureatem Nagrody Literackiej Europy Środkowej „Angelus” za powieść Przypadki inżyniera ludzkich dusz.

## Wybrana twórczość
- 1948–1949 Zbabělci (powieść, wydana w 1958, wyd. polskie pt. Tchórze 1970)
- 1954 Tankový prapor (powieść, wydana w 1971 w Toronto, wyd. polskie pt. Batalion czołgów 1990, Siódmy batalion czołgów 2004)
- 1950 Konec nylonového věku (wydana w Czechosłowacji w 1968, nowela z okresu po komunistycznym zamachu stanu w lutym 1948)
- 1963 Legenda Emöke (wyd. polskie pt. Legenda Emoke 1965)
- 1964 Sedmiramenný svícen (zbiór opowiadań o tematyce żydowskiej)
- 1969 Lvíče (wyd. polskie pt. Lwiątko 1992)
- 1972 Mirákl (wyd. polskie pt. Cud 2018, powieść utrzymana w konwencji pamfletu, obraz praskiej wiosny)
- 1975 Prima sezóna (wyd. polskie pt. Fajny sezon 1999)
- 1977 Příběh inženýra lidských duší (Przypadki inżyniera dusz ludzkich, wyd. polskie fragmentów w drugim obiegu w 1988, pełne wydanie 2007)
- 1977 Samožerbuch, razem z żoną (wyd. polskie pt. Wyjątki z autosztambucha, 1989)
- 1981 Návrat poručíka Borůvky (wyd. polskie pt. Powrót porucznika Borówki 1992)
- 1984 Scherzo capriccioso: Veselý sen o Dvořákovi (powieść biograficzna o A. Dvořáku)
- 1994 Příběh neúspěšného tenorsaxofonisty (wyd. polskie pt. Przypadki niefortunnego saksofonisty tenorowego 1999)
- 1996 Dvě vraždy v mém dvojím životě (wyd. polskie pt. Dwa morderstwa w moim dwoistym życiu 2000)
- 1998 Nevysvětlitelný příběh aneb Vyprávění Questa Firma Sicula
- 1999 Krátké setkání s vraždou
- 1999 Podivný pán z Providence a jiné eseje
- 1999 ... na tuhle bolest nejsou prášky
- oraz zbiór Historia Kukułki i inne opowiadania (wyd. polskie 2003)

## Nagrody i odznaczenia
- Międzynarodowa Nagroda Neustadt w dziedzinie literatury (1980)
- Order Białego Lwa III Klasy (CSRF, 1990)[2]
- Member Orderu Kanady (Kanada, 1992)
- Chevalier Orderu Sztuki i Literatury (Francja, 1996)
- Wyróżnienie Złotej Lipy Ministra Obrony Republiki Czeskiej (Czechy, 2024, pośmiertnie)[3]